# Thomas Theis
Thomas Theis (* 1960  in Aachen) ist ein deutscher Ingenieur und Sachbuchautor.

## Leben
Nach Schule und Abitur begann Theis an der Rheinisch-Westfälischen Technischen Hochschule Aachen das Studium der Elektrotechnik, Fachrichtung Informatik, das er 1989 abschloss. Hiernach war Theis als wissenschaftlicher Mitarbeiter an selbiger Universität in deren Rechenzentrum tätig. Ab 1990 betätigte sich Theis als freiberuflicher IT-Dozent, Softwareentwickler und Sachbuchautor. Des Weiteren ist Theis als Ausbilder und Prüfer für die IHK Aachen tätig, in deren Prüfungsausschuss er einen Sitz innehat.

## Veröffentlichungen (Auswahl)
- Einstieg in C# mit Visual Studio 2017. Bonn, Rheinwerk Computing, 2017. ISBN 978-3-8362-4493-0.
- Einstieg in PHP 7 und MySQL 5.6. Bonn, Rheinwerk Computing, 2016. ISBN 978-3-8362-3900-4.
- Einstieg in VBA mit Excel. Bonn, Rheinwerk Computing, 2016. ISBN 978-3-8362-3962-2.
- Microsoft Access für Einsteiger. Bonn, Rheinwerk Computing, 2015. ISBN 978-3-8362-3635-5.
- Einstieg in C# mit Visual Studio 2015. Bonn, Rheinwerk Computing, 2015. ISBN 978-3-8362-3705-5.
- Einstieg in PHP 5.6 und MySQL 5.6. Bonn, Rheinwerk Computing, 2015. ISBN 978-3-8362-3050-6.
- Einstieg in Python. Bonn, Rheinwerk Computing, 2014. ISBN 978-3-8362-2861-9.